# الثقافة البكسونية
الثقافة البكسونية هو اسم يُشير إلى مدة ضمن العصر الحجري الحديث في فيتنام. غالباً ما تُعتبر الثقافة البسكونية شكلاً مميزاً للنشاط الصناعي في الحضارة الهوابينهية متميزةً بالتردد العالي للآثار الفنية المتعلقة برصفيات الحواف الأرضية مقارنة بالآثار الفنية من الزمن المبكر من الحضارة الهوابينهية.